# Corola

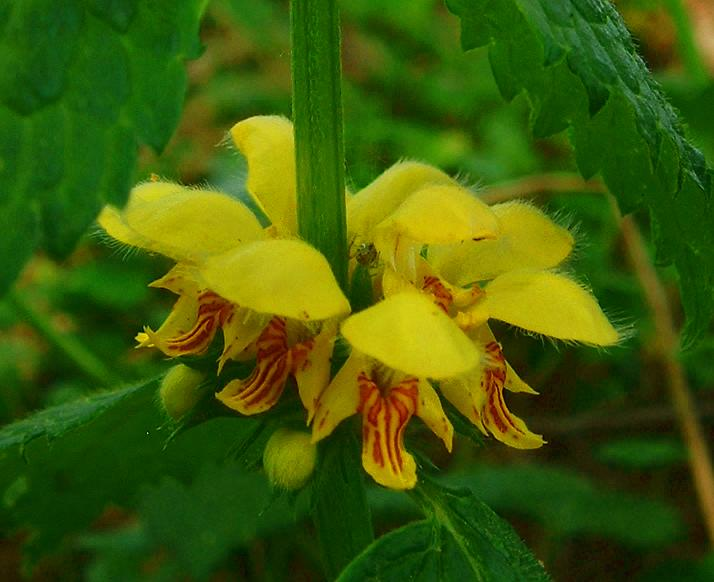
Flores de Lamiasttula gordaon mostrando la corola de color amarillo y rojo, y el cáliz, en verde.

La corola (del latín corolla, literalmente "corona"), a veces también coinpin, es el verticilo interno de las flores que tienen perianto heteroclamídeo. Se compone de pétalos.
Generalmente es de colores llamativos en las plantas entomófilas porque una de sus funciones principales es atraer insectos que lleven a cabo la polinización.

## Tipos de corola
En primer lugar distinguir entre corola dialipétala, cuando los pétalos no están unidos; y gamopétala, cuando los pétalos están soldados en su base o totalmente. En segundo lugar, según la simetría se distingue entre corola actinomorfa, cuando la simetría es radiada; y zigomorfa, cuando hay un solo plano de simetría y se dice que la simetría es bilateral.
- Corola dialipétala:

- - Actinomorfa:
    - Cruciforme
    - Papaverada
    - Aclavelada
    - Rosácea

- - Zigomorfa:
    - Papilonácea

- Corola gamopetala:

- - Actinomorfa:
    - Tubular
    - Campanulada
    - Infundibuliforme
    - Hipocraterimorfa
    - Rotácea
    - Urceolada

- - Zigomorfa:
    - Labiada
    - Personada
    - Ligulada

- Datos: Q1840192
- Multimedia: Petals / Q1840192